# خاطف الذباب الإفريقي الفردوسي
خاطف الذباب الأفريقي الفردوسي (الاسم العلمي: Terpsiphone  viridis) (بالإنجليزية: African  Paradise  Flycatcher)‏ هو طائر ينتمي إلى (فصيلة: Monarchidae).

## معرض صور

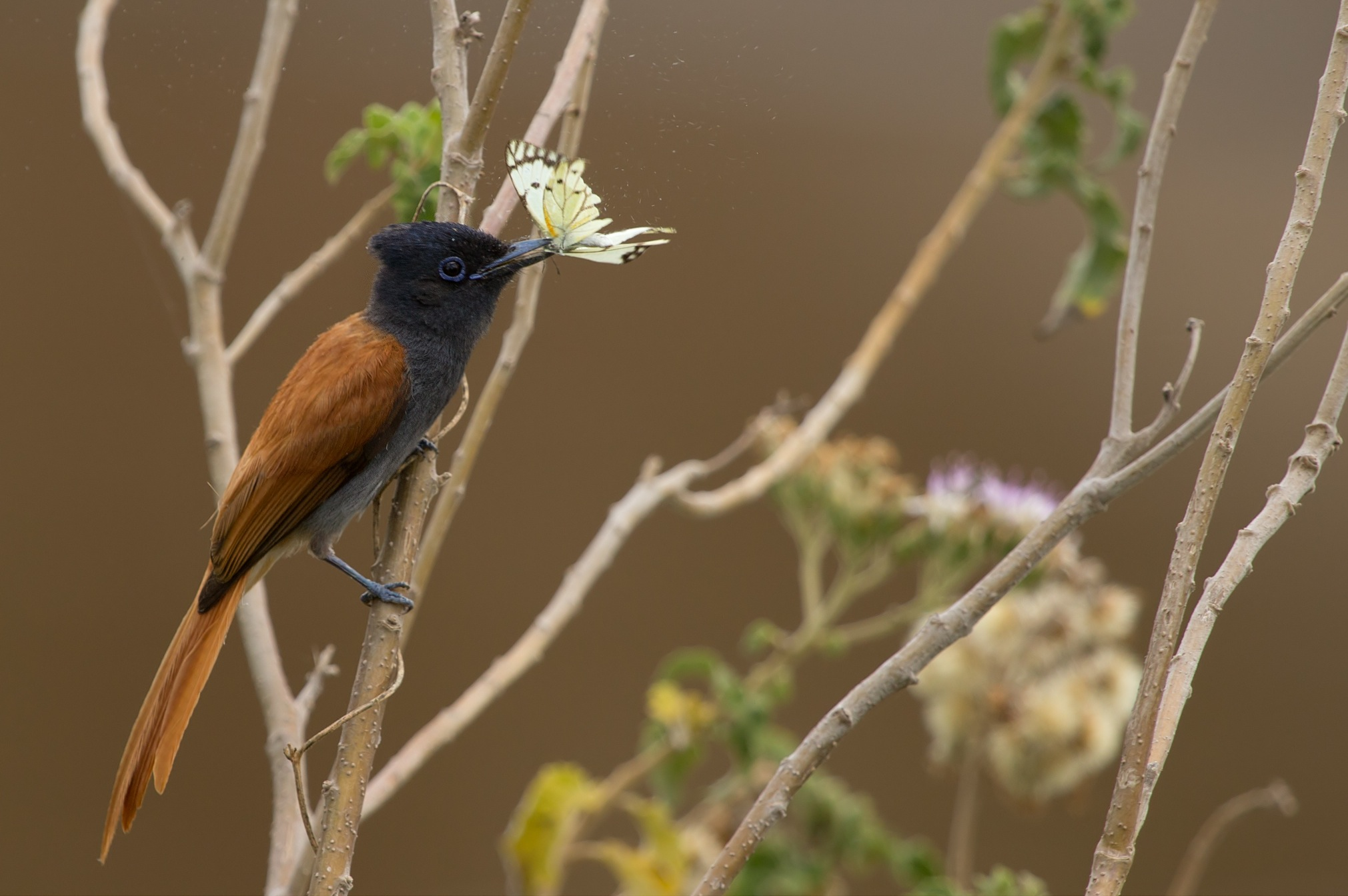
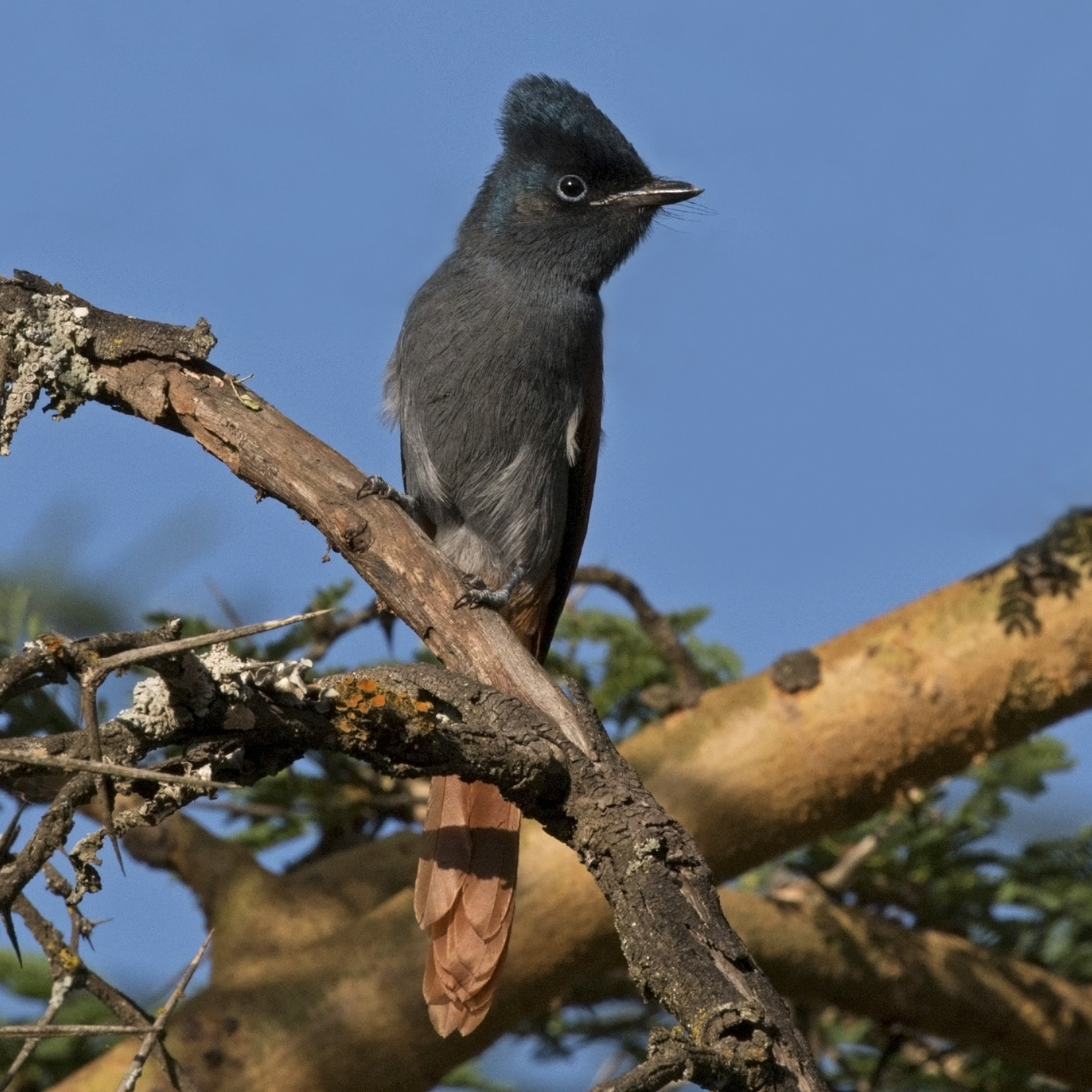
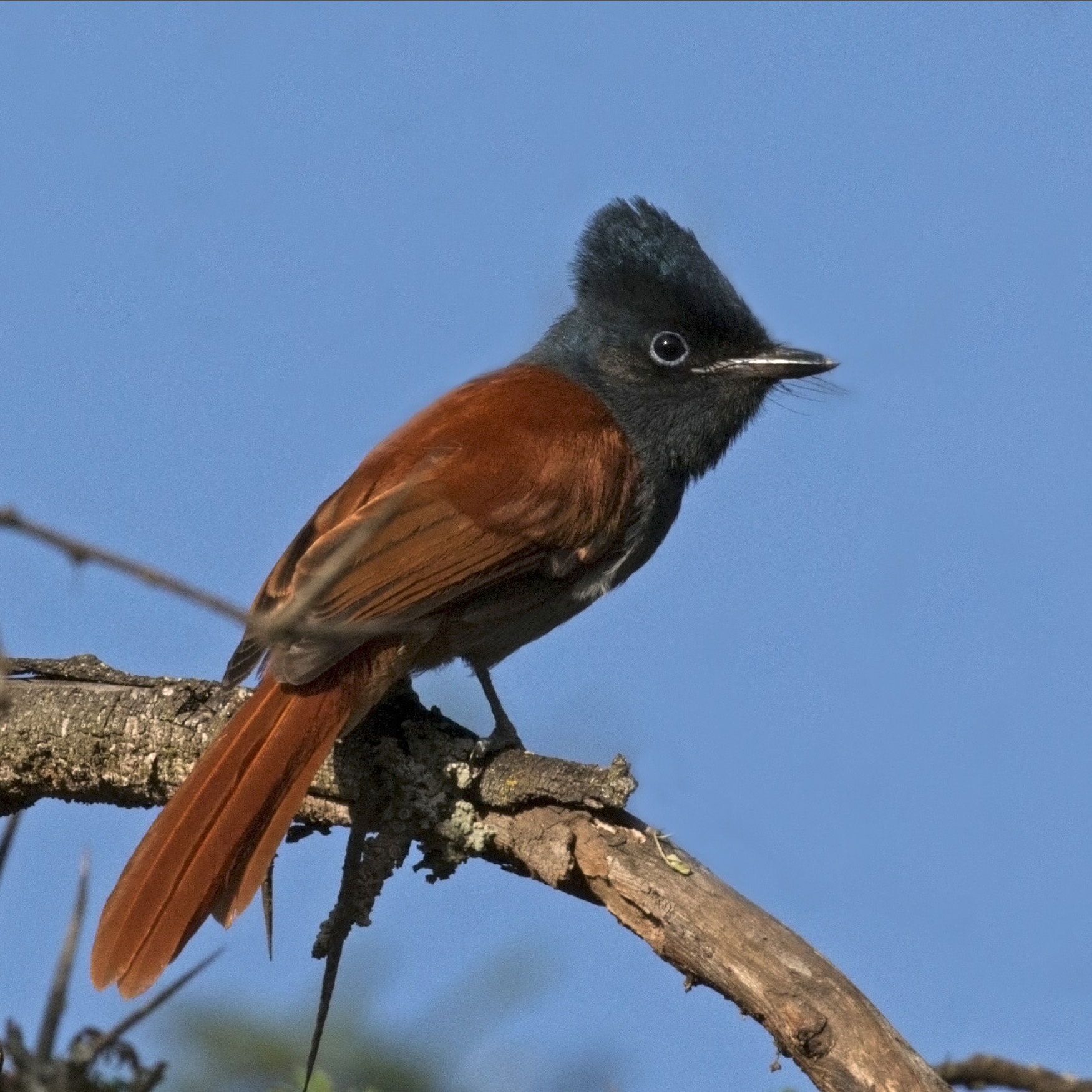